# Rudy (танк)

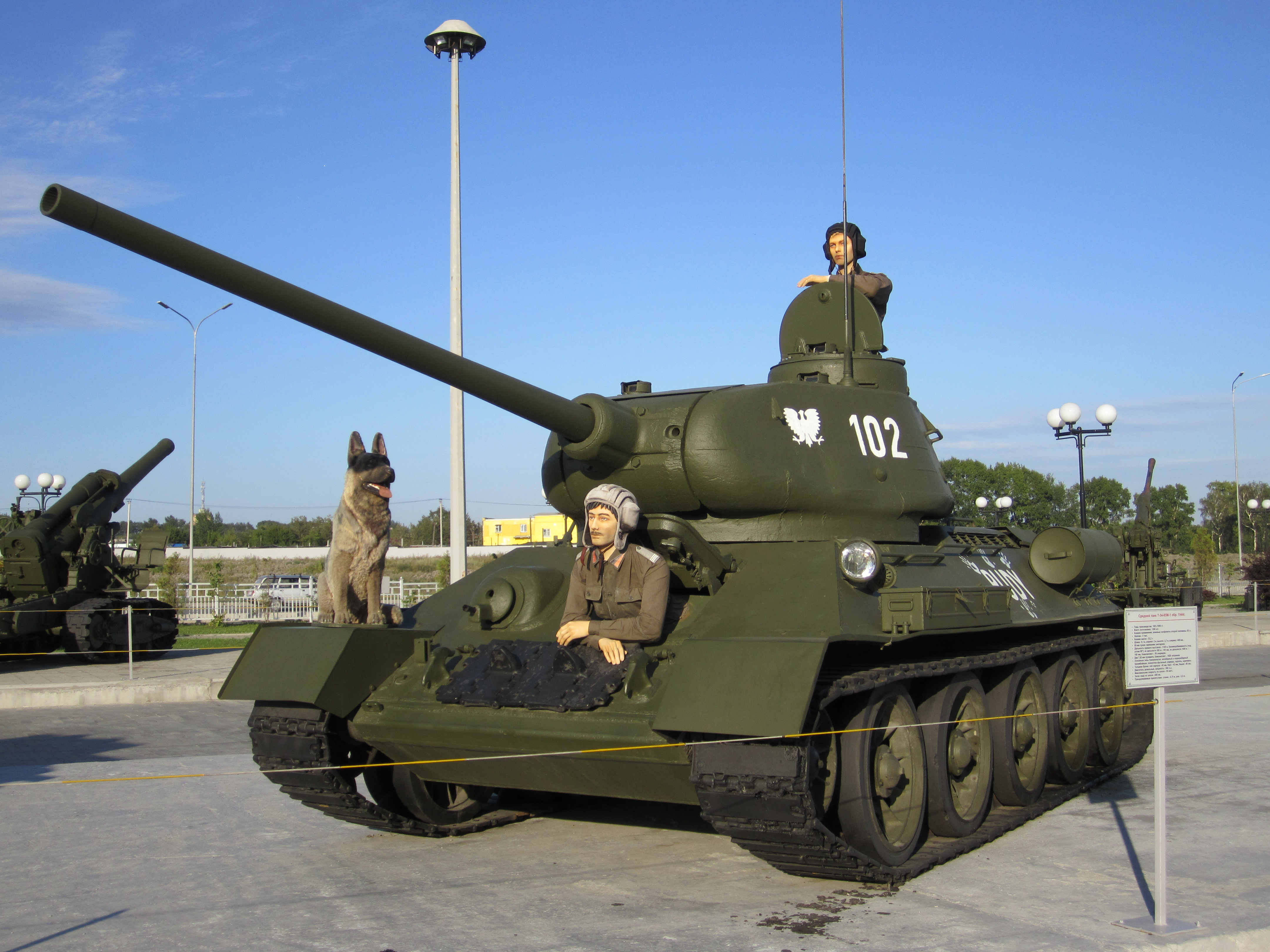
Танк Т-34-85 «Rudy» з фільму «Чотири танкісти і пес»

«Рудий» (пол. «Rudy») — назва вигаданого танка Т-34-85, в якому воювали головні герої романа Януша Пшимановського і телесеріалу «Чотири танкісти і пес». Танк мав тактичний номер 102.

## Походження назви
Ця назва була дана на честь рудої Марусі Вогник (у виконанні Поли Ракси) російської медсестри, нареченої Янека (у виконанні Януша Гайоса). У серіалі його показали в п'ятому епізоді під назвою «Рудий, мед та нагорода».

## Прототип
У книзі прототипом був танк Т-34 радянського виробництва, його перша модель з гарматою калібру 76 мм. В фільмі в ролі Рудого знято танк Т-34-85. 
В ролі Рудого-102 зняті три танки: два з Жаганю і один з Вроцлава. Танки після закінчення знімання фільму використовували як мішені на полігоні, а згодом вони потрапили на звалище. Вроцлавського Рудого 102 сьогодні можна побачити в Музеї автомобілів та техніки під Варшавою.

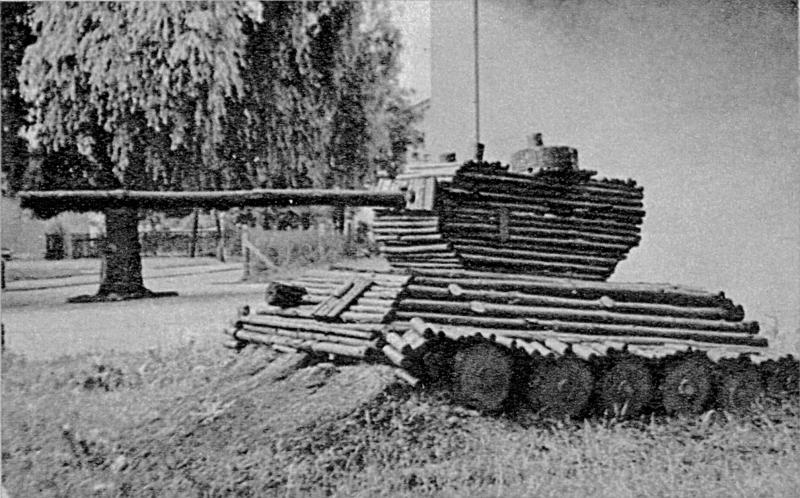
Дерев'яний танк «Rudy» був вироблений невідомими ентузіастами з Равич для серіалу «Чотири танкіста і пес». Фото 1970 рік.

Музей Броньованої зброї Сухопутних військ навчальний центр ім. Чарнецького в Познані, представив поперечний переріз Т-34, який був використаний під час знімання сцен всередині танку у другій і третій серіях (у першій серії використано модель, побудовану в студії у Вроцлаві). Танк був пошкоджений під час битви у Познані в 1945 році і переданий в офіцерське училище, де після вирізання отворів у фюзеляжі слугував навчальним посібником.

## Музей бронетанкової техніки (Познань)з Rudy

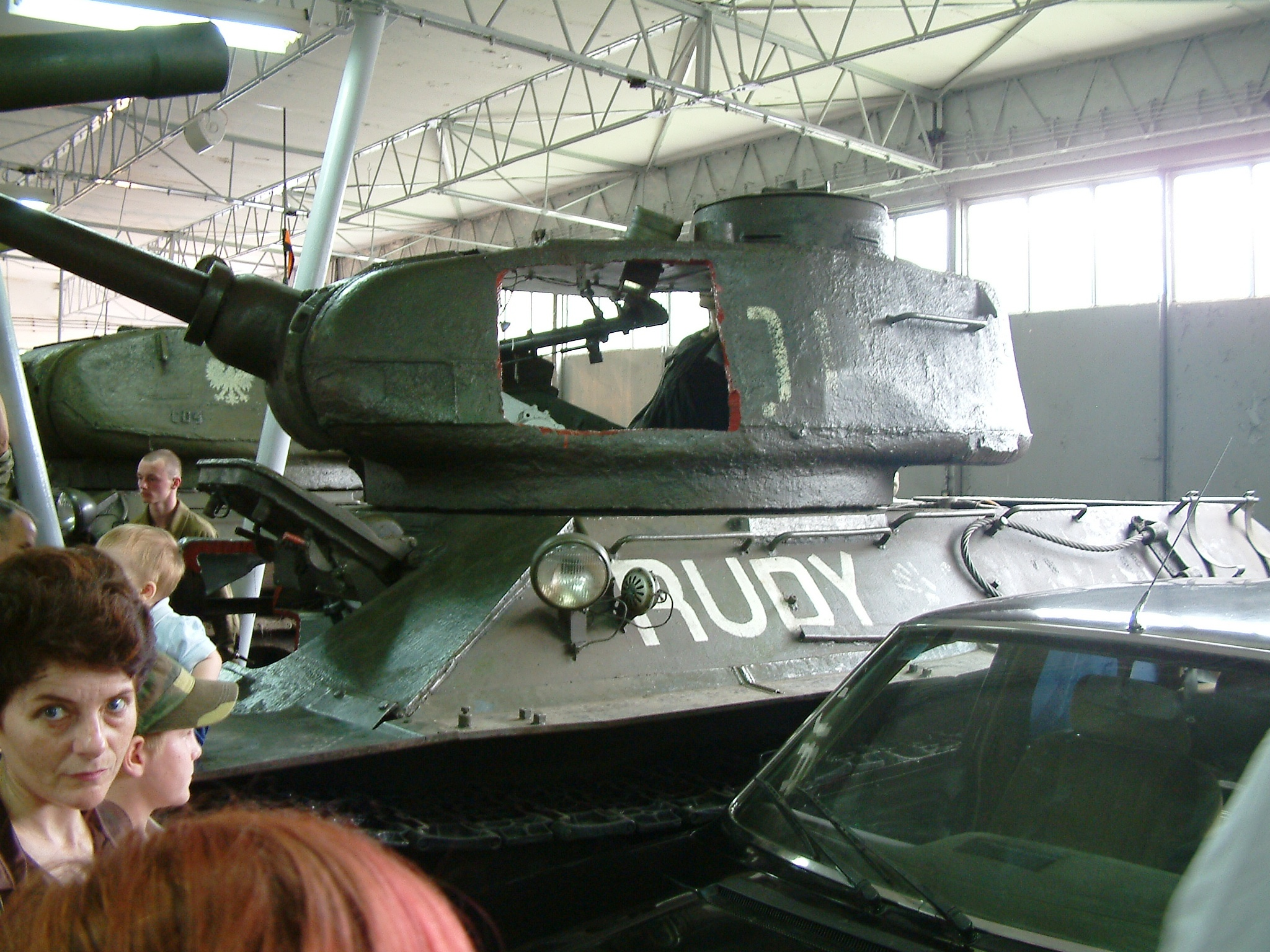
Машина кіновиробників для знімання у середині танка, Музей бронетанковиї зброї в CSWL
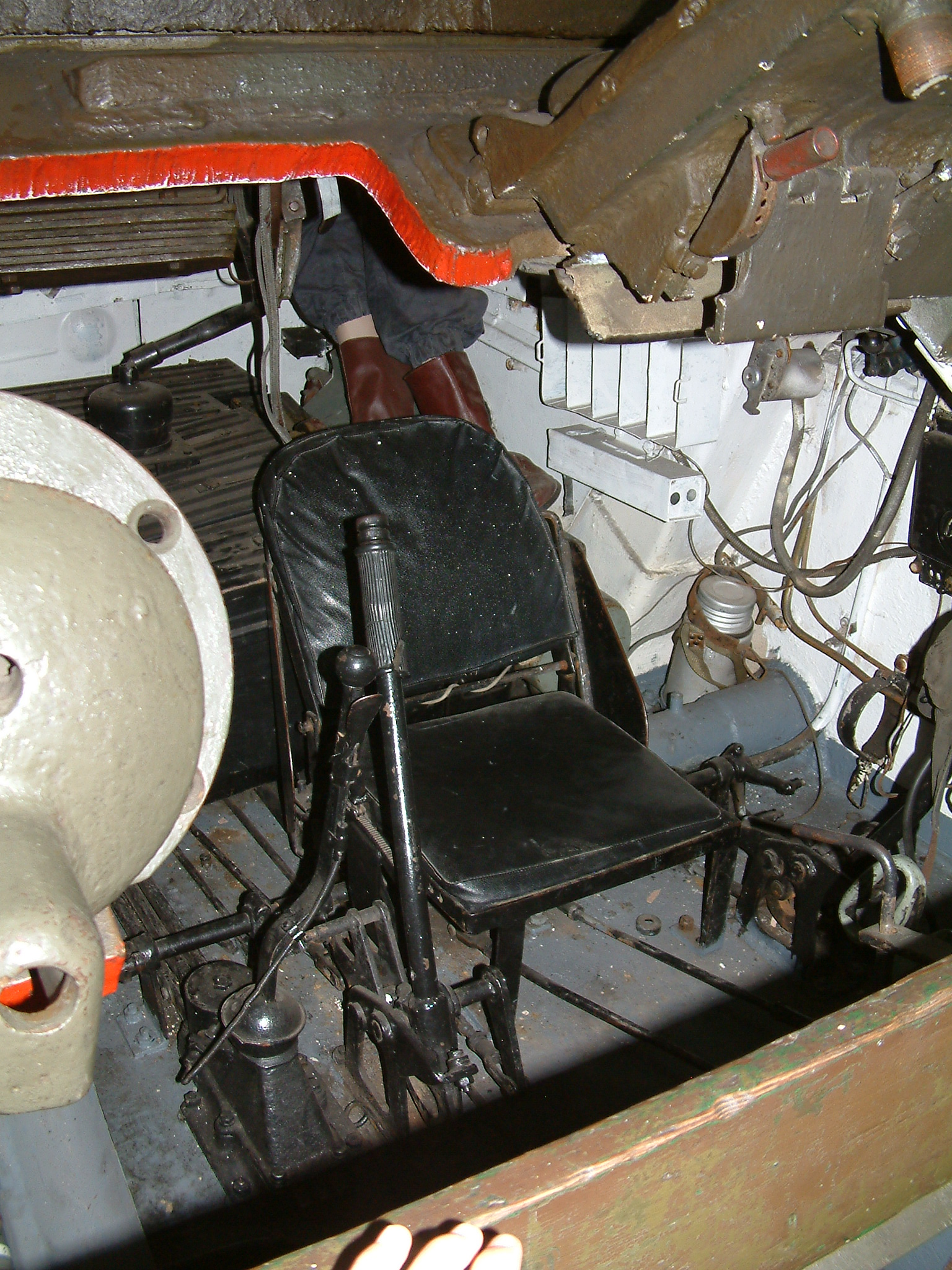
Машина кіновиробників для знімання у середині танка, механік-водій сидіння, Музей бронетанкових зброї в CSWL
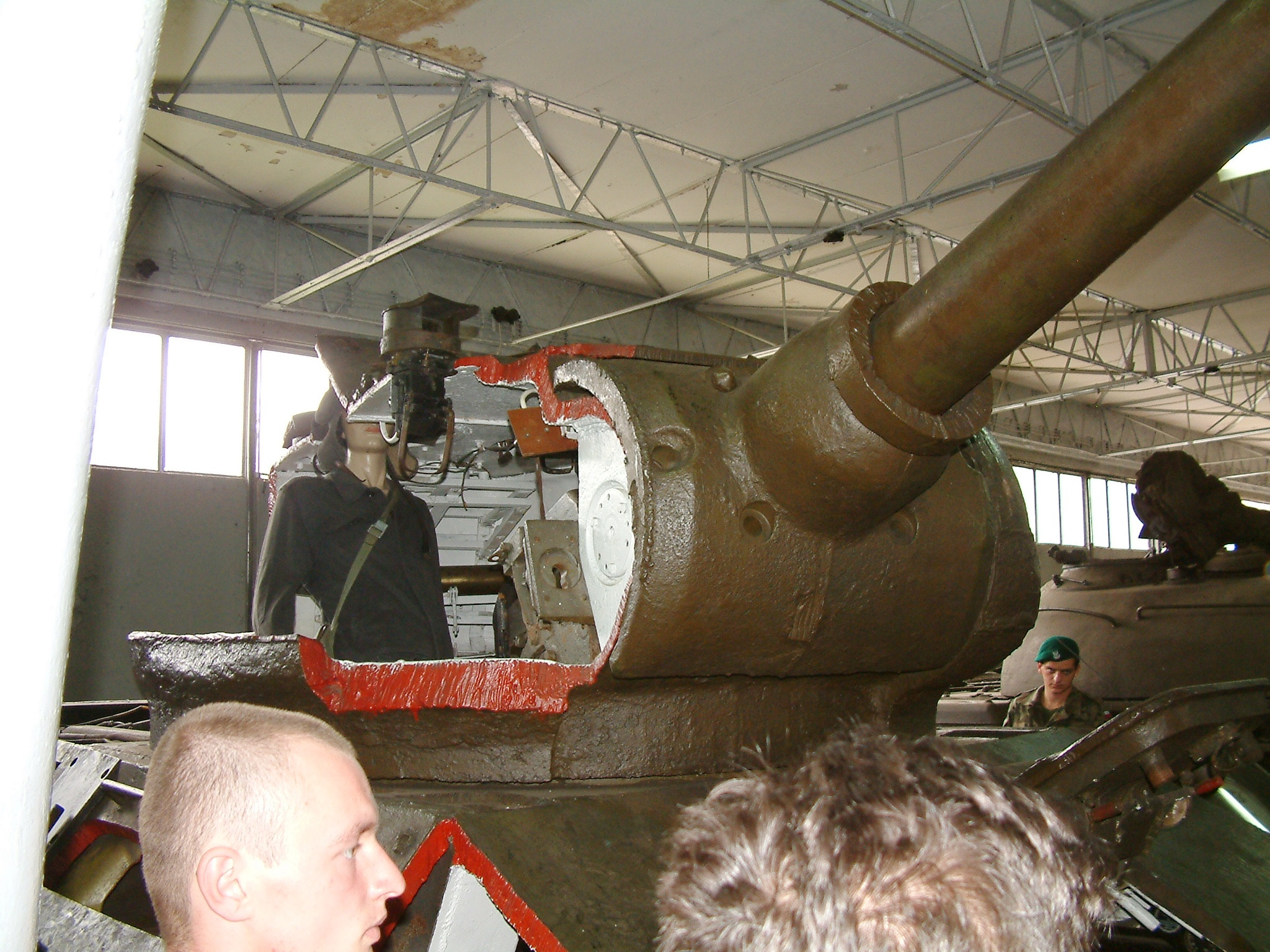

## Модель з паперу RUDY
Збірна модель танка RUDY з паперу, масштаб 1:25. Виробник «Mały Modelarz». Рухомі елементи: башта, гармата. Складання моделі відбувається з використання ножиць і клею.
| № | Рік  | Номер    | Модель            | Масшаб | Розробник            |
| 1 | 1967 | 3/1967   | Танк T-34-76 RUDY | 1:25   | пол. Bohdan Wasiak   |
| 2 | 1968 | 6/1968   | Танк T-34-76 RUDY | 1:25   | пол. Bohdan Wasiak   |
| 3 | 1969 | 7/1969   | Танк T-34-85 RUDY | 1:25   | пол. Bohdan Wasiak   |
| 4 | 1975 | 5/1975   | Танк T-34-85      | 1:25   | пол. Bohdan Wasiak   |
| 5 | 1996 | 7-8/1996 | Танк T-34-85 RUDY | 1:25   | пол. Bohdan Wasiak   |
| 6 | 2005 | 1-2/2005 | Танк T-34-85 RUDY | 1:25   | пол. Paweł Mistewicz |